# Kivisaari (ö i Finland, Kymmenedalen, Kouvola, lat 61,08, long 26,57)
Kivisaari är en ö i Finland. Den ligger i sjön Iso Kortejärvi och i kommunen Kouvola i den ekonomiska regionen  Kouvola ekonomiska region  och landskapet Kymmenedalen, i den södra delen av landet, 130 km nordost om huvudstaden Helsingfors. Öns area är 0,2 hektar och dess största längd är 60 meter i sydöst-nordvästlig riktning.